# Semiothisa phyllis
Semiothisa phyllis är en fjärilsart som beskrevs av Louis Beethoven Prout. Semiothisa phyllis ingår i släktet Semiothisa och familjen mätare. Inga underarter finns listade i Catalogue of Life.